# Amanda Donohoe
Amanda Donohoe, née le 29 juin 1962 à Londres, en Angleterre, au Royaume-Uni, est une actrice et productrice britannique.

## Biographie

### Carrière
Amanda Donohoe se fait connaître en 1988 grâce à son rôle dans Le Repaire du ver blanc, un film à très petit budget de Ken Russell qui mélange érotisme, sadisme et humour. Elle y tient le rôle principal, celui d'une comtesse diabolique, mi-humaine mi-serpent, qui cherche à ressusciter un dieu serpent par des sacrifices. Elle entame ensuite une carrière américaine et, de 1990 à 1992, tient l'un des rôles principaux de la série La Loi de Los Angeles.
En 1996, elle a repris le rôle de Meggie Cleary (tenu par Rachel Ward en 1983 dans Les Oiseaux se cachent pour mourir) dans la suite Les Oiseaux se cachent pour mourir : Les Années oubliées aux côtés de Richard Chamberlain et Simon Westaway.
Elle poursuit sa carrière, alternant cinéma et télévision.
Elle a été doublée par plusieurs actrices : Déborah Perret, Pauline Larrieu, Martine Irzenski, Juliette Degenne, Clara Borras, Emmanuèle Bondeville et Véronique Augereau.

## Filmographie

### Télévision

#### Comme actrice
- 1985 : Star Quality (TV) : Understudy
- 1985 : Paradise Postponed (série  télévisée) (épisode "The Tempation of Henry Simcox") : La serveuse
- 1985 : Frankie and Johnnie (TV) : Reporter at Press Conference
- 1988 : Une femme dans la tête ("An Affair in Mind") (TV) : Druscilla Janus
- 1988 : Les Girls (série télévisée) (épisode "Tarts") : Camilla
- 1988 : Game, Set, and Match (série télévisée) : Gloria Kent
- 1986-1991 : Screen Two (série télévisée) (épisodes : "Frankie and Johnny", 1986 : Reporter à la conférence de presse; "The Laughter of God", 1991 : Jane Clemant)
- 1990-1992 : La Loi de Los Angeles :  Cara Jean 'C.J.' Lamb
- 1992 : Shame (TV) : Diana Cadell
- 1993 : La Vengeance au cœur (It's Nothing Personal) (TV) : Katherine Whitloff
- 1993 : Tout commençait si bien... ("Briefest Encounter") (TV) : Siobhan
- 1993 : The Hidden Room (série télévisée) (épisode : "Dangerous Dreams") : Martha
- 1993 : The Substitute (en) (TV) : Gayle Richards / Laura Ellington
- 1993 : Frasier (série télévisée) (épisode : "Call Me Irresponsible") : Catherine
- 1993 : A Woman's Guide to Adultery (TV) : Jo Saxon
- 1994 : Murder Most Horrid (série télévisée) (épisode : "Overkill")  : Carmela Vezza
- 1995 : Shame II: The Secret (TV) : Diana Cadell
- 1996 : Deep Secrets (TV) : Lara
- 1996 : Les oiseaux se cachent pour mourir : Les Années oubliées (The Thorn Birds: The Missing Years) (TV) : Meggie Cleary O'Neill
- 1998 : Le Chevalier hors du temps (A Knight in Camelot) (TV) : Queen Guinevere
- 1999 : Batman Beyond: The Movie (TV) : Mrs. Walker / The Queen
- 2000 : Bob Martin (série télévisée) (épisode : "The Glittering Prizes"") : Elle même
- 2000 : Ally McBeal (série télévisée) (épisode : "I Will Survive"") : Marianne Holt
- 2000 : Au commencement... (In the Beginning) (TV) : Zuleika
- 2001 : La Légende de Tarzan (The Legend of Tarzan) (série télévisée) (épisode : "Tarzan and the Gauntlet of Vengeance") : Lady Waltham (voix)
- 2001 : The Atlantis Conspiracy (TV) : Lauren Marcus
- 2002 : Un jour de chance (Lucky Day) (TV) : Nora Barkin
- 2004-2006 : Murder City (série télévisée) : DI Susan Alembic
- 2006 : Les Condamnées ("Bad Girls")  (série télévisée) : Lou Stoke
- 2009-2010 : Emmerdale Farm (série télévisée) : Natasha Wylde
- 2013 : Air Force One ne répond plus (Air Force One Is Down) (série télévisée)  : Gillian Barry
- 2014 : Pramface  (série télévisée)  : Sally
- 2013-2015 : Toast of London (série télévisée) : Ellen Toast

#### Comme productrice
- 1995 : Shame II: The Secret (TV)

### Cinéma
- 1986 : Foreign Body : Susan Partridge
- 1986 : Castaway : Lucy Irvine
- 1988 : Le Repaire du ver blanc (The Lair of the White Worm) : Lady Sylvia Marsh
- 1989 : Diamond Skulls : Ginny
- 1989 : Tank Malling : Helen Searle
- 1989 : L'Arc-en-ciel : Winifred Inger
- 1990 : The Laughter of God : Jane Clemant
- 1990 : Le Grand simulateur ("Paper Mask") : Christine Taylor
- 1994 : La Folie du roi George (The Madness of King George) : Lady Pembroke
- 1997 : Menteur menteur (Liar Liar) : Miranda
- 1997 : Pour une nuit... (One Night Stand) : Margaux
- 1998 : La Machine magique de Charlie (Stardust) : Christine Wasacz
- 1998 : The Real Howard Spitz : Laura Kershaw
- 1998 : I'm Losing You : Mona Deware
- 2000 : Circus : Gloria
- 2000 : Wild About Harry : Ruth McKee
- 2001 : Phoenix Blue : Persha Lovich
- 2002 : Glory Glory (en) : Widow
- 2008 : Starship Troopers 3: Amiral Enolo Phid
- 2009 : The Calling : Trish
- 2011 : The Last Belle : Sioban (voix) (court métrage)
- 2015 : Trafficker : Alison Reid
- 2016 : The Swing of it : Fiona (court métrage)
- 2018 : Blue Iguana: Dawn Bradshaw
- 2019 : Down : Adam and the Ants : Stand and Deliver (clip musical) (court métrage)
- 2021 : La Princesse de Chicago : En quête de l'étoile  ("The Princess Switch 3: Romancing the Star"): Bianca Pembroke

## Divers
- 1980 : Adam and the Ants : Antmusic (clip musical)
- 1981 : Adam and the Ants : Stand and Deliver (clip musical)
- 1996 : Santa Fe Mysteries  : The Elk Moon Murder (jeu vidéo) : Voix de Karen Gordon

## Récompense
- 1992 : Golden Globe de la meilleure actrice dans un second rôle dans une série, une mini-série ou un téléfilm pour La Loi de Los Angeles